# جون لوك (سياسي)
جون لوك (بالإنجليزية: John Luke)‏ هو سياسي نيوزلندي، ولد في 16 يوليو 1858 في المملكة المتحدة، وتوفي في 13 مارس 1931 في ويلينغتون في نيوزيلندا. حزبياً، نشط في الحزب الليبيرالي النيوزيلندي. وقد انتخب عضو مجلس النواب النيوزيلندي.